# ناحیه تسدان حداده
ناحیه تسدان حداده (به عربی: دائرة تسدان حدادة) یک ناحیه در الجزایر است که در استان میله واقع شده‌است.